# Rize (groupe japonais)
Pour les articles homonymes, voir Rize (homonymie).
Rize (stylisé RIZE) est un groupe de rock japonais formé en 1997. Le style musical de Rize est un mélange de nu metal, metal alternatif, rock alternatif, punk rock, hard rock avec des influences reggae.

## Histoire du groupe
Rize est formé en 1997 par JESSE, Kaneko Nobuaki et TOKIE. Ils débutent par des concerts dans la zone de Shimokitazawa, puis sortent un premier single en 2000, Kaminari, sous le label Epic Records Japan.

S'ensuivent de nombreux concerts au Japon et à l'étranger, notamment aux côtés d'artistes de renommée internationale, tels que Oasis, Jay-Z, Nine Inch Nails et Run DMC.

Les membres du groupe suivent chacun une carrière solo en parallèle de Rize : Jesse fait partie du groupe Jesse & The Bonez et KenKen est bassiste de session live pour le groupe Dragon Ash depuis le décès de leur bassiste, Iküzöne, en avril 2012,.

## Formation
- Jesse McFaddin - Guitare, chant
- Kaneko Nobuaki - Batterie
- KenKen - Basse

### Anciens membres
- u:zo - Basse (2001-2005)
- Nakao Yoshihiro - Guitare (2001-2008)

## Discographie

### Albums studio
- 2017 : THUNDERBOLT